# Karl-Eduard von Schnitzler
Karl-Eduard von Schnitzler (Berlin, 1918. április 28. – Zeuthen, 2001. szeptember 20.) német újságíró és televízióműsor-vezető. Majdnem 30 éven át volt a keletnémet Der schwarze Kanal műsorvezetője.